# ستيف ستيفلر
ستيف ستيفلر (بالإنجليزية: Steve Stifler)‏ هو الشخصية الرئيسية في سلسلة أفلام أميريكان باي (بالإنجليزية: American Pie)‏.
ويلعب دور الشغصية الممثل شون ويليام سكوت وأول ضهور للشخصية كان في أول أجزاء الفيلم أميريكان باي.